# Nilo Piccoli
Nilo Piccoli ( Borgo Valsugana, 10 de septiembre de 1911 – Trento, 12 de diciembre de 1996 ) fue un político italiano, alcalde de Trento por la Democracia Cristiana entre 1951 y 1964.

## Biografía
Hermano del periodista y político democristiano Flaminio Piccoli, luchó junto a él en la Resistencia italiana. En otoño de 1944 se unió al Comité de Liberación Nacional de Trento.
Director de la oficina de Correos y Telégrafos, fue elegido alcalde de Trento en tres ocasiones, cargo al que llegó el 13 de junio de 1951. Tras catorce años en el puesto, cesó en junio de 1964. Fue el período del boom inmobiliario, del desarrollismo industrial y de la llegada del turístico, en especial al Monte Bondone; pero también fue la época de las inversiones en la industria local y de la construcción de numerosas residencias de ancianos. Consiguió adelantar la llegada de la televisión al Trentino, prevista para 1956, con la instalación de un repetidor en Paganella. En 1963 ayudó a fundar la Aldea Infantil SOS.
En 2007, su familia donó varios miles de volúmenes que le habían pertenecido a la biblioteca municipal de Trento. 